# Salvador González, tenente en La Bureba

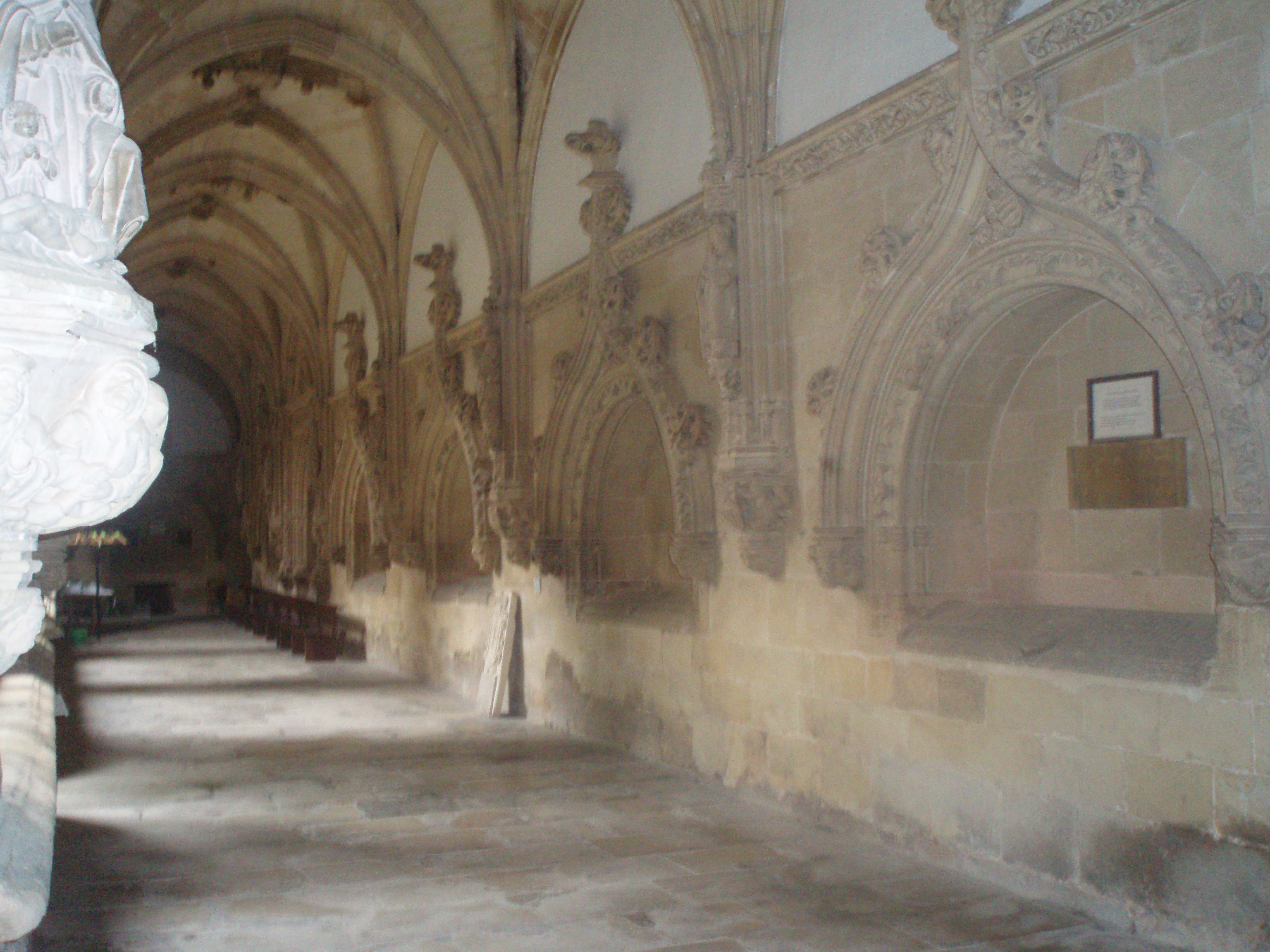
Una de las galerías del claustro del monasterio de San Salvador de Oña donde recibieron sepultura varios miembros del linaje de los Salvadórez

Salvador González (m. después de 1080) fue un magnate castellano, tenente en La Bureba y posiblemente descendiente de los condes de Castilla. Sus descendientes, los Salvadórez y después los Manzanedo desempeñaron un papel relevante en la historia de los reinos de Castilla y de León. 

## Ascendencia
Tradicionalmente se ha mantenido que los Salvadórez descienden de Fernán González, conde de Castilla y es muy probable que así sea.  Según la medievalista Margarita Torres, Salvador González fue hijo de Gonzalo García, hijo a su vez del conde García Fernández y de la condesa Ava de Ribagorza. El historiador Gonzalo Martínez Diez, sin embargo, sostiene que con la documentación disponible, es imposible confirmar dicha filiación. Justo Pérez de Urbel en su obra Sancho el Mayor de Navarra dice textualmente: «En Castilla había descendientes directos de Fernán González por línea masculina (...) y los Salvadores descendían del segundo matrimonio del gran Conde». Por otro lado, aparece en la documentación en 994 un Salvador Pérez, hijo de Pedro Fernández, quien pudo ser hijo del conde Fernán González y Urraca Garcés. La sepultura de su hijo el conde Gonzalo en el monasterio de Oña lleva un águila como ornamento. En el enterramiento de Trígidia, hija del conde Sancho García, en el mismo monasterio donde fue abadesa, se descubrieron unas telas fabricadas en Córdoba a finales del siglo X donde aparece el águila, considerada como privativa de los condes de Castilla, especialmente del conde Sancho, lo cual puede considerarse indicativo de que «los condes de Bureba estaban íntimamente ligados a la familia del conde Fernán González.»
El parentesco con los Lara también es probable, aunque existen varias hipótesis sobre el origen de este poderoso e importante linaje castellano. Para algunos historiadores, el origen de la casa de Lara es el hermano de Salvador González, el conde Munio González, padre de un Gonzalo Muñoz o Núñez quien casó con Goto Núñez, hija de Nuño Álvarez y María Gutiérrez, esta última hija del conde Gutierre Alfonso.

## Vida
Salvador González, el primer miembro del linaje Salvadórez documentado, estuvo al frente de la tenencia de La Bureba después de la muerte del conde García Sánchez, mandación que posteriormente fue gobernada por varios de sus descendientes. También aparece en 1040 como tenente en Arreba cerca del valle de Manzanedo, aunque no fue la primera vez que aparece en la documentación medieval ya que en 1031 figura confirmando unas donaciones a favor del rey  Sancho Garcés el Mayor. No ostentó la dignidad condal pero aparece en la documentación con el apelativo de «senior», igual que otros magnates de su época. Él y su hermano Munio sirvieron al rey Sancho Garcés III de Pamplona, pero parece que a la muerte del monarca pamplonés, Salvador decidió servir al rey Fernando I.
El 31 de agosto de 1056, confirmó, junto con su hijo Gonzalo una donación del rey Fernando al monasterio de San Salvador de Oña y después sigue apareciendo frecuentemente en diplomas reales o transacciones familiares especialmente en el monasterio de Oña.

## Matrimonio y descendencia
Salvador González contrajo matrimonio antes de 1042 con Muniadona, posiblemente hermana de Nuño, Fortún, Rodrigo y Diego Álvarez aunque algunos historiadores no comparten tal opinión. De este matrimonio nacieron:
- Gonzalo Salvadórez, el primogénito, que falleció el 6 de enero de 1083 en la jornada conocida como «la traición de Rueda».
- Álvar Salvadórez,[14] quien en 1079[15] corroboró, junto con su hermano Gonzalo, la carta de arras de Rodrigo Díaz, llamado el Campeador, a favor de Jimena.[16] Álvar casó con Juliana Fortúnez, hija de Fortún Álvarez, y falleció antes de julio de 1087 cuando dos hijas de su hermano Gonzalo hicieron una donación al monasterio de San Salvador de Oña por el alma de su padre y la de su tío Álvaro.
- Martín Salvadórez.[8]